# فلورا (میسیسیپی)
فلورا (به انگلیسی: Flora) شهرکی در ایالت میسیسیپی کشور ایالات متحده آمریکا است که جمعیت آن در سرشماری سال ۲۰۱۰ میلادی، ۱٬۸۸۶
نفر بوده‌است.